# Pedro Barreto
Pedro Ricardo Barreto Jimeno S.J. (* 12. února 1944, Lima, Peru) je peruánský římskokatolický kněz, od roku 2004 arcibiskup v Huancayo.
Dne 20. května 2018 papež František oznámil, že jej na konzistoři 29. června 2018 jmenuje kardinálem.